# Закон України «Про дію міжнародних договорів на території України» (1992)
Закон України «Про дію міжнародних договорів на території України» 1992 — нормативний акт, який визначав правовий зв'язок між системою міжнародного права та системою внутрішнього права України щодо міжнародних договорів. Ухвалений Верховною Радою України 10 грудня 1991. Втратив силу після набуття чинності Законом України "Про міжнародні договори України" 2004.
Практика багатьох д-в виробила конкретні засоби засвоєння норм міжнар. права у внутр. праві. Однак єдиного підходу тут не існує, оскільки внутрішня специфіка тієї чи ін. нац. правової системи може істотно впливати на особливості застосування в даній державі права в цілому і міжнародних норм права зокрема. Здійснення норм міжнародного права у внутр. праві д-ви включає: 1) тлумачення договорів; 2) вибір норм права, які застосовуються для винесення обґрунтованого рішення, з урахуванням правил зіставлення їхньої юрид. сили як правових норм різного рівня.
Відповідно до Закону України "Про дію міжнародних договорів на території України" укладені й належним чином ратифіковані Україною міжнародні договори "становлять невід'ємну частину національного законодавства України і застосовуються у порядку, передбаченому для норм національного законодавства".
Визначений у цьому законі порядок застосування міжнар. норм договорів у внутр. законодавстві України ґрунтується на двох основоположних принципах: пріоритетності міжнар. зобов'язань (у доктрині цей принцип тлумачиться як "верховенство", або примат міжнар. права над внутр. правом) і надання міжнар. договорам статусу нац. законів (це означає необхідність застосування норм ратифікованих міжнар. договорів у порядку, встановленому для застосування норм нац. законодавства). Звідси випливає обов'язок нац. судів України забезпечити дотримання положень міжнар. договорів у випадках, що вимагають їх застосування.
Встановлений у Законі України 1991 порядок дії міжнар. договорів у внутр. правопорядку України закріплено в ч. 1 ст. 9 Конституції України 1996: "Чинні міжнародні договори, згода на обов'язковість яких надана Верховною Радою України, є частиною національного законодавства України".